# عقدة الخواجة (فلم)
عقدة الخواجة هو فيلم مصري كوميدي  من بطولة حسن الرداد وهنا الزاهد، تم عرضه في 6 يناير 2018. الفيلم من إخراج بيتر ميمي وتأليف هشام ماجد وشيكو.

## القصة
تدور أحداث الفيلم حول شاب فقير وطموح تجمعه قصة حب بابنة رجل أعمال له نفوذ وأموال طائلة.

## تمثيل

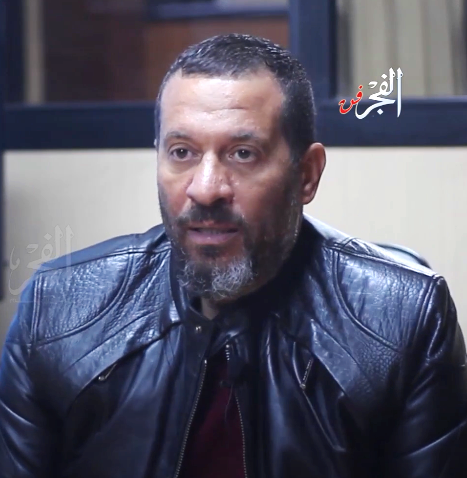
ماجد المصري بدور بوليفار الحناوي

بطولة:
| - حسن الرداد :فارس الخواجة - محمد لطفي:رمزي - هنا الزاهد:سالي - ماجد المصري:بوليفار الحناوي - حسن حسني:محمود أبو حمامة - محمد عز: جلال القتيل | - سامية الطرابلسي:فريدة - محمد سعد - أحمد الحسيني - ياسر الزنكلوني: راكب التاكسي - بيومي فؤاد: شخصيته الحقيقية - أحمد السبكي: شخصيته الحقيقية | - إسماعيل شرف الدين: ظابط القسم - سمير غانم:شخصيته الحقيقية - حمادة الخطيري:ضابط القسم - ميرال - سعد المختار:عظيمة - نادية نجم:مروة |

## طاقم العمل
طاقم عمل الفيلم:
| - تأليف: هشام ماجد (مؤلف) - شيكو (مؤلف) - إخراج: بيتر ميمي (مخرج) - تصوير: حسين عسر - مونتاج: عمرو عاصم | - صوت: طارق علوش (مكساج) - إنتاج: محمد أحمد السبكي (منتج) - ريمون رمسيس (منتج فني) - أحمد السبكي (منتج) - ملابس: عبير الأنصاري - موسيقى: عادل حقي |

## وصلات خارجية
- مقالات تستعمل روابط فنية بلا صلة مع ويكي بيانات